# Sarpsborg 08 FF
Maillots
Le Sarpsborg 08 est un club norvégien de football basé à Sarpsborg.

## Historique
- 1928 : fondation du club sous le nom de IL Sparta Sarpsborg
- 19xx : le club est renommé IL Sparta Sarpsborg Fotball
- 2004 : fusion avec le Borg Fotball (fondé en 2002) en FK Sparta Sarpsborg
- 2008 : le club est renommé Sarpsborg 08 FF
- 2018 : le club est qualifié pour la phase de groupes de la Ligue Europa.

## Bilan sportif

### Palmarès
| Compétitions nationales                                                                                                 | Compétitions internationales |
| - Coupe de Norvège : - Finaliste : 2015, 2017. - Championnat de Norvège de deuxième division : - Champion : 2010, 2012. |                              |

### Bilan européen
Note : dans les résultats ci-dessous, le score du club est toujours donné en premier.
| Saison    | Compétition  | Tour             | Club             | Domicile | Extérieur | Total     |
| --------- | ------------ | ---------------- | ---------------- | -------- | --------- | --------- |
| 2018-2019 | Ligue Europa | Premier tour Q   | ÍB Vestmannaeyja | 2 - 0    | 4 - 0     | 6 - 0     |
| 2018-2019 | Ligue Europa | Deuxième tour Q  | FC Saint-Gall    | 1 - 0    | 1 - 2     | 2E - 2    |
| 2018-2019 | Ligue Europa | Troisième tour Q | HNK Rijeka       | 1 - 1    | 1 - 0     | 2 - 1     |
| 2018-2019 | Ligue Europa | Barrages         | Maccabi Tel-Aviv | 3 - 1    | 1 - 2     | 4 - 3     |
| 2018-2019 | Ligue Europa | Groupe I         | Beşiktaş JK      | 2 - 3    | 1 - 3     | Quatrième |
| 2018-2019 | Ligue Europa | Groupe I         | KRC Genk         | 3 - 1    | 0 - 4     | Quatrième |
| 2018-2019 | Ligue Europa | Groupe I         | Malmö FF         | 1 - 1    | 1 - 1     | Quatrième |

Légende
- Victoire ou qualification pour le tour suivant.
- Match nul.
- Défaite ou élimination de la compétition.

## Joueurs et personnalités du club

### Entraîneurs
Le tableau suivant présente la liste des entraîneurs du club depuis 2008.
| Rang | Nom            | Période                      |
| ---- | -------------- | ---------------------------- |
| 1    | Conny Karlsson | janvier 2008-septembre 2009  |
| 2    | Roar Johansen  | septembre 2009-décembre 2012 |

| Rang | Nom         | Période                    |
| ---- | ----------- | -------------------------- |
| 3    | Brian Deane | janvier 2013-novembre 2014 |
| 4    | Geir Bakke  | janvier 2015-              |

### Effectif actuel
| N° | Nat.                  | Poste | Nom du joueur                   |
| -- | --------------------- | ----- | ------------------------------- |
| 1  | Drapeau du Sénégal    | G     | Mamour Ndiaye                   |
| 2  | Drapeau de la Norvège | M     | Elias Haug                      |
| 3  | Drapeau du Danemark   | D     | Anton Skipper                   |
| 4  | Drapeau de l'Espagne  | D     | Arnau Casas                     |
| 5  | Drapeau de la Norvège | D     | Magnar Ødegaard                 |
| 6  | Drapeau de la Suède   | M     | Aimar Sher                      |
| 7  | Drapeau de la Norvège | A     | Martin Hoel Andersen            |
| 8  | Drapeau du Danemark   | M     | Jeppe Andersen                  |
| 10 | Drapeau de la Norvège | M     | Stefan Johansen                 |
| 11 | Drapeau de la Suède   | M     | Simon Tibbling                  |
| 14 | Drapeau de la Norvège | A     | Jo Inge Berget                  |
| 17 | Drapeau de la Norvège | M     | Anders Hiim                     |
| 18 | Drapeau du Gabon      | M     | Serge-Junior Martinsson Ngouali |
| 19 | Drapeau du Danemark   | A     | Henrik Meister                  |

| No. | Nat.                  | Position | Nom du joueur                            |
| --- | --------------------- | -------- | ---------------------------------------- |
| 20  | Drapeau de la Norvège | D        | Peter Reinhardsen                        |
| 22  | Drapeau de la Norvège | M        | Victor Emanuel Halvorsen                 |
| 23  | Drapeau de la Norvège | M        | Niklas Sandberg                          |
| 26  | Drapeau du Nigeria    | M        | Daniel Job (en prêt de Future Pro)       |
| 27  | Drapeau de la Norvège | A        | Sondre Ørjasæter                         |
| 30  | Drapeau du Nigeria    | D        | Franklin Tebo Uchenna                    |
| 31  | Drapeau de la Serbie  | G        | Marko Ilić (en prêt des Colorado Rapids) |
| 32  | Drapeau de la Norvège | D        | Eirik Wichne                             |
| 37  | Drapeau de la Pologne | A        | Paweł Chrupałła (en prêt de Rosenborg)   |
| 40  | Drapeau de la Norvège | G        | Leander Øy                               |
| 72  | Drapeau de la Norvège | M        | Sander Christiansen                      |
| 74  | Drapeau de la Norvège | A        | Aridon Racaj                             |
| 77  | Drapeau de la Norvège | A        | Markus Welinder                          |
| 98  | Drapeau de la Norvège | M        | Rafik Zekhnini                           |